# Зеленянка (Немировский район)
Зеленянка (укр. Зеленянка) — село на Украине, находится в Немировском районе Винницкой области.
Код КОАТУУ — 0523083403. Население по переписи 2001 года составляет 90 человек. Почтовый индекс — 22850. Телефонный код — 4331.
Занимает площадь 0,768 км².

## История
В 1946 году указом ПВС УССР село Кародино переименовано в Зеленянку.

## Адрес местного совета
22850, Винницкая область, Немировский р-н, с. Зарудинцы